# 奥兰治帕克埃克斯
奥兰治帕克埃克斯（英語：Orange Park Acres）是位於美國加利福尼亞州橙縣的一個非建制地區。該地的面積和人口皆未知。

## 地理
奥兰治帕克埃克斯的座標為33°48′07″N 117°46′53″W / 33.80194°N 117.78139°W，而該地的平均海拔高度為12米（即40英尺）。